# ۴۳۴ (میلادی)
۴۳۴ (میلادی) چهارصد و سی و چهارمین سال تقویم میلادی است.

## درگذشتگان
‎